# Lucas Dussoulier
Lucas Dussoulier (Libourne, 27 de julio de 1996) es un baloncestista francés que pertenece a la plantilla del Nanterre92 de la LNB Pro A, la primera división francesa. Con 2,03 metros de estatura, juega en la posición de Alero. Compitió en la modalidad de 3×3 en los Juegos Olímpicos de París 2024, obteniendo una medalla de plata en el torneo masculino.

## Trayectoria deportiva
[actualizar]

## Palmarés internacional
| Juegos Olímpicos | Juegos Olímpicos | Juegos Olímpicos | Juegos Olímpicos |
| Año              | Lugar            | Medalla          | Competición      |
| ---------------- | ---------------- | ---------------- | ---------------- |
| 2024             | París (Francia)  | Medalla de plata | Torneo masculino |